# McKinnley Jackson
McKinnley Jackson (Lucedale, 26 dicembre 2001) è un giocatore di football americano statunitense che milita nel ruolo di defensive tackle per i Cincinnati Bengals della National Football League (NFL).

## Carriera universitaria
Jackson giocò a football a Texas A&M dal 2020 al 2023. Nell’Orange Bowl 2021 mise a segno due tackle, di cui uno con perdita di yard, e un sack nella vittoria su North Carolina. Chiuse la sua prima stagione con 13 placcaggi, di cui due con perdita di yard, 1,5 sack e due passaggi deviati. Per le sue prestazioni fu inserito nella formazione ideale dei debuttanti della Southeastern Conference. Nel 2021 ebbe 14 tackle e un sack. Nella settimana 8 della stagione 2022, Jackson fece registrare una delle sue migliori prestazioni nel college football con 12 tackle, di cui 1,5 con perdita di yard, e un sack, ma gli Aggies furono sconfitti da Ole Miss. Chiuse l’annata con 37 tackle, di cui 7 con perdita di yard, 2 sack e un fumble recuperato.

## Carriera professionistica

### Cincinnati Bengals
Jackson fu scelto nel corso del terzo giro (97º assoluto) del Draft NFL 2024 dai Cincinnati Bengals. Il 29 agosto fu inserito in lista infortunati. Nella sua prima stagione mise a segno 15 placcaggi, un sack e un fumble forzato in 13 presenze, di cui una come titolare.